# Liste der Monuments historiques in Poigny-la-Forêt
Die Liste der Monuments historiques in Poigny-la-Forêt führt die Monuments historiques in der französischen Gemeinde Poigny-la-Forêt auf.

## Liste der Bauwerke
| Bezeichnung                       | Beschreibung | Standort | Kennzeichnung | Schutzstatus | Datum | Bild |
| --------------------------------- | ------------ | -------- | ------------- | ------------ | ----- | ---- |
| Kapelle Notre-Dame-des-Moulineaux |              | (Lage)   | PA78000035    | Inscrit      | 2014  |      |